# 메스키트쥐
메스키트쥐(Peromyscus merriami)는 비단털쥐과에 속하는 설치류의 일종이다. 멕시코와 미국 애리조나주에서 발견된다.